# Gerald Hambitzer
Gerald Hambitzer (Bonn, 1957) is een Duitse klavecinist.
Gerald Hambitzer volgde piano en klavecimbel bij Hugo Ruf aan de Hochschule für Musik in Keulen. Reeds tijdens zijn studies speelde hij bij Concerto Köln in de grote concertzalen over de gehele wereld.
Sinds 1999 is Hambitzer professor oude muziek bij de Hochschule für Musik in Keulen.

## Discografie
Hij heeft meegewerkt aan verschillende cd opnamen en krijgt internationale erkenning voor zijn opnamen van de klavierconcerten van Johann Sebastian Bach, Carl Philipp Emanuel Bach en Francesco Durante.
Solo-opname
- Das Hubert-Clavichord im Stadtmuseum Bayreuth,
- Bach & Silbermann

Kamermuziek
- Johann Sebastian Bach: Suite for violin & keyboard in A major (after S. L. Weiss), BWV 1025, Fugue for violin & keyboard in G minor, BWV 1026

Orkestwerken
- Johann Sebastian Bach: Harpsichord Concertos I
- Johann Sebastian Bach: Harpsichord Concertos II
- Johann Sebastian Bach: Harpsichord Concertos III